# جيو إي نو شينغكي
"جيُّو إي نو شينغكي" (自由への進撃 Jiyū e no Shingeki، حرفياً "مسيرة للحرية") هي أغنية منفردة للينكد هورايزون أُصدرت في 10 يوليو 2013. مساراها «غُرين نو يوميَّا» و«جيُّو نو تسوباسا» استعملا كشارتي افتتاح نسخة الأنمي 2013 من هجوم العمالقة.

## نظرة عامة
العرض الأول لأنمي هجوم العمالقة كان في 6 أبريل 2013. في ديسمبر 2012، أُعلن أن مشروع ريفو الموسيقي لينكد هورايزون سيكون تأدية شارة افتتاح المسلسل. بعد العرض الأول، أغنية الشارة "غُرين نو يوميَّا" (紅蓮の弓矢 Guren no Yumiya، حرفياً "القوس والسهم القرمزيان"، مزينة بالألمانية "Feuerroter Pfeil und Bogen" في ترنيمة الأنمي الافتتاحية) صارت مشهورة للغاية، بين المعجبين بالسلسلة وغير المعجبين على حد سواء. نسخة حجم التلفزيون من الأغنية تصدرت جداول خدمة كاراوكي من جويساوند، بالرغم من حقيقة أن الكلمات لا تظهر على الشاشة على الإطلاق. في يونيو 2013، أُعلن أن مساراً آخر من لينكد هورايزون، "جيُّو نو تسوباسا" (自由の翼 Jiyū no Tsubasa، حرفياً "أجنحة الحرية"، مزينة بالألمانية "Die Flügel der Freiheit" في كلمات الأغنية)، سيبدأ استعمالها كشارة البداية الثانية للأنمي. كلا هذين المسارين أُبرِزا في منفردة «جيُّو إي نو شينغكي»، الصادرة في 10 يوليو 2013. قبل هذا التاريخ، أُصدرت نسخة الترنيمة الافتتاحية التلفزيونية من «غُرين نو يوميَّا» رقمياً في 8 أبريل 2013.

## الأداء الترتيبي
كأغنية رقمية، كانت نسخة طول ترنيمة الافتتاح من «غُرين نو يوميَّا» ناجحة، حيث وصلت لرقم 1 في جدولي ترتيب الأنمي اليومي لريكوتشوكو ومتجر آي تيونز ورقم 2 في جدول ترتيب الأنمي اليومي لدوانغو. على جدول بيلبورد للرسوم المتحركة الساخنة، ظهرت نسخة الحجم التلفزيوني لأول مرة في رقم 7.
في جداول الأغاني المنفردة الأسبوعية لأوريكون، وصلت «جيُّو إي نو شينغكي» إلى المركز 2، وبقيت مدة 3 أسابيع، ووصلت للمركز #1 في التصنيفات اليومية. ذكرت أوريكون أن الأغنية المنفردة قد باعت 129 ألف نسخة في أسبوعها الأول، مما جعلها إصدار ريفو الأول على الإطلاق بمبيعات أكثر من 100,000 نسخة في أسبوع واحد. وهي أيضاً أغنية الشارة الثانية التي باعت الكثير من النسخ في الأسبوع الأول من المبيعات في 2013، بعد «بريسيرفد روزز» من تعاون تي إم ريفولوشن ونانا ميزكي لـكاكميكي فالفريف. في ال100 الساخنة لبيلبورد اليابان، كان ظهور «غُرين نو يوميَّا» الأول في رقم 1. تكرر هذا الإنجاز في جدول الرسوم المتحركة الساخنة وبقيت في القمة لأسبوعين. الأغنية المنفردة عينها وصلت لرقم 1 في جدول مبيعات الأغاني المنفردة الساخنة في اليابان. في متجر آي تيونز، «غُرين نو يوميَّا» و«جيُّو نو تسوباسا» حصلتا على الرقمين 1 و2 بعد إصدارهما، في حين أن «غُرين نو يوميَّا» فقط تصدرت متاجر ريكوتشوكو، دوانغو.جيه بي، ميوزك.جيه بي، مورا، وأمازون إم بي 3. تصنيف شركة الكاراوكي، جويساوند، ليونيو 2013 عرضت أيضاً «غُرين نو يوميَّا» في رقم 1، مطيحة بـ«مِمِشيكُتِه» لغولدن بومبر، التي تصدرت التقييمات الأولى لتسعة أشهر.

## كوهاكو
في كوهاكو أوتا غاسن السنوية ال64 لهيئة الإذاعة اليابانية في ليلة السنة الجديدة 2013، أدى لينكد هورايزون نسخة "كوهاكو الحجم الخاص" (紅白スペシャルSize Kōhaku Supesharu Saizu) من «غُرين نو يوميَّا». أُصدرت للتنزيل الرقمي في يوم السنة الجديدة 2014. هذه النسخة من الأغنية وصلت بسرعة لقمة الجداول اليومية على دوانغو، أمازون إم بي 3، أنميلو، مورا، وريكوتشوكو أنمي، في حين صُنفت بين الخمس الأوليات على ريكوتشوكو العام؛ النسخة الأصلية من الأغنية عُثر عليها أيضاً في العشر الأوليات في متاجر التجزئة.

## قائمة المسارات
جميع الأغاني من تأليف ريفو. 
| 1.            | "غُرين نو يوميَّا" (غُرين نو يوميَّا (紅蓮の弓矢 Guren no Yumiya)، "القوس والسهم القرمزيان"، "Feuerroter Pfeil und Bogen") | 5:16  |       |       |       |       |       |       |       |       |       |
| 2.            | "جيُّو نو تسوباسا" (جيُّو نو تسوباسا (自由の翼 Jiyū no Tsubasa)، "أجنحة الحرية"، "Die Flügel der Freiheit") | 5:28  |       |       |       |       |       |       |       |       |       |
| 3.            | "موشي كونو كابِه نو ناكا غا إكِّن نو إيِه دا تو شِتارا" (موشي كونو كابه نو ناكا غا إكِّن نو إيه دا تو شتارا (もしこの壁の中が一軒の家だとしたら Moshi Kono Kabe no Naka ga Ikken no Ie da to Shitara)، "لو كان كل شيء داخل هذه الأسوار مجرد بيت واحد") | 4:12  |       |       |       |       |       |       |       |       |       |
| المدة الكلية: | المدة الكلية: | 14:57 | 14:57 | 14:57 | 14:57 | 14:57 | 14:57 | 14:57 | 14:57 | 14:57 | 14:57 |

| 1. | "غُرين نو يوميَّا" (فيديو موسيقي) | 5:16 |

| #  | عنوان                                | المدة |
| -- | ------------------------------------ | ----- |
| 1. | "غُرين نو يوميَّا" (نسخة حجم التلفزيون) | 1:34  |

| 1. | "غُرين نو يوميَّا" (نسخة كوهاكو الخاصة) | 2:28 |

## العاملون
كما ذُكر في موقع بوني كانيون.
- ريفو – غناء، كلمات، تلحين
- مامي ياناغي – غناء (الأغنية 3)
- ساستشا بوكله – رواية
- YUKI – غيتار
- أتسُشي هاسِغاوا – جهير
- كوجي إيغاراشي – آلة مفاتيح
- جون-جي – طبول
- ماتارو ميساوا – إيقاع
- تومويوكي أساكاوا – قيثار
- غين إتِتسو - أوتار
- هيديو تاكاكوا - طاقم آلات النفخ
- ماسانوري سوزوكي - قسم الآت النحاسية
- تشوير كيو (رتسُيوكاي) وطاقم أوتونوها – جوقة
- يوشينوري كوبا – قائد الجوقة

## وصلات خارجية
- موقع لينكد هورايزون الرسمي لـهجوم العمالقة